# Апеляційний суд Рівненської області
Апеляційний суд Рівненської області — колишній загальний суд апеляційної (другої) інстанції, розташований у місті Рівному, юрисдикція якого поширювалася на Рівненську область.
Суд здійснював правосуддя до початку роботи Рівненського апеляційного суду, що відбулося 3 жовтня 2018 року.

## Керівництво
Голова суду — Полюхович Олег Іванович
 Заступник голови суду — Остапук Віктор Іванович
 Заступник голови суду — Шимків Степан Степанович
 Керівник апарату — Хилевич Леся Ігорівна.

## Показники діяльності у 2015 році
У 2015 році перебувало на розгляді 5735 справ і матеріалів (у тому числі 232 нерозглянутих на початок періоду). Розглянуто 5421 справ і матеріалів.
Кількість скасованих судових рішень — 262 (4.8 %).
Середня кількість розглянутих справ на одного суддю — 174,9.